# Trichoncoides
Trichoncoides is een geslacht van spinnen uit de familie hangmatspinnen (Linyphiidae).

## Soorten
De volgende soorten zijn bij het geslacht ingedeeld:
- Trichoncoides pilosus Denis, 1950
- Trichoncoides piscator (Simon, 1884)